# Arara-canindé
A arara-canindé (Ara ararauna, Linnaeus, 1758), também conhecida como arara-de-barriga-amarela, arari, arara-amarela, arara-azul-e-amarela, araraí e canindé, é uma das mais conhecidas representantes do gênero Ara, sendo uma das espécies emblemáticas do cerrado brasileiro e importante para muitas comunidades indígenas. É muito apreciada como animal de estimação. Ocorre da América Central ao Brasil, Bolívia e Paraguai.

## Etimologia
"Arara" provém do tupi a'rara. "Canindé" é oriundo do tupi kanimé. "Arari" provém do tupi ara'ri.
O nome arara-canindé foi o selecionado como nome vernáculo técnico para a espécie Ara ararauna em 2021 pelo Comitê Brasileiro de Registros Ornitológicos (CBRO).

## Descrição
Os indivíduos desta espécie pesam cerca de 1,1 quilogramas e chegam a medir até noventa centímetros de comprimento, com partes superiores azuis e inferiores amarelas, alto da cabeça verde, fileiras de penas faciais negras sobre o rosto glabro e branco, olhos de íris amarela e garganta negra. Têm uma longa cauda triangular, asas largas, um bico escuro grande e forte e as típicas patas zigodáctilas dos psitacídeos, com dois pares de dedos opostos, o que lhes dá grande destreza para escalar árvores e manipular os alimentos. Seu grito típico é um RRAAAAK gutural e áspero com entonação ascendente, mas podem produzir diversas outras vocalizações mais anasaladas e musicais.

## Distribuição, ameaças e conservação

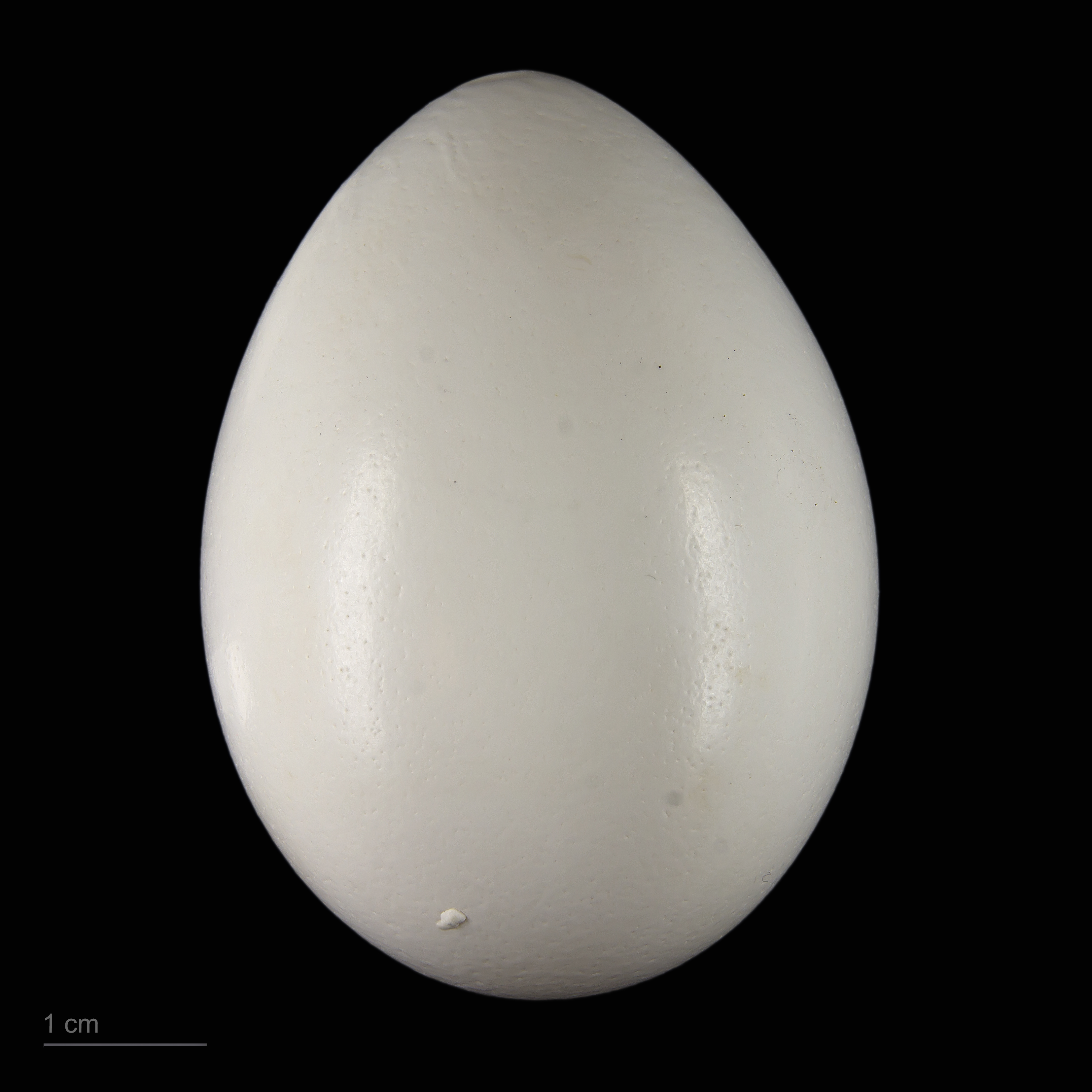
Ara ararauna - MHNT

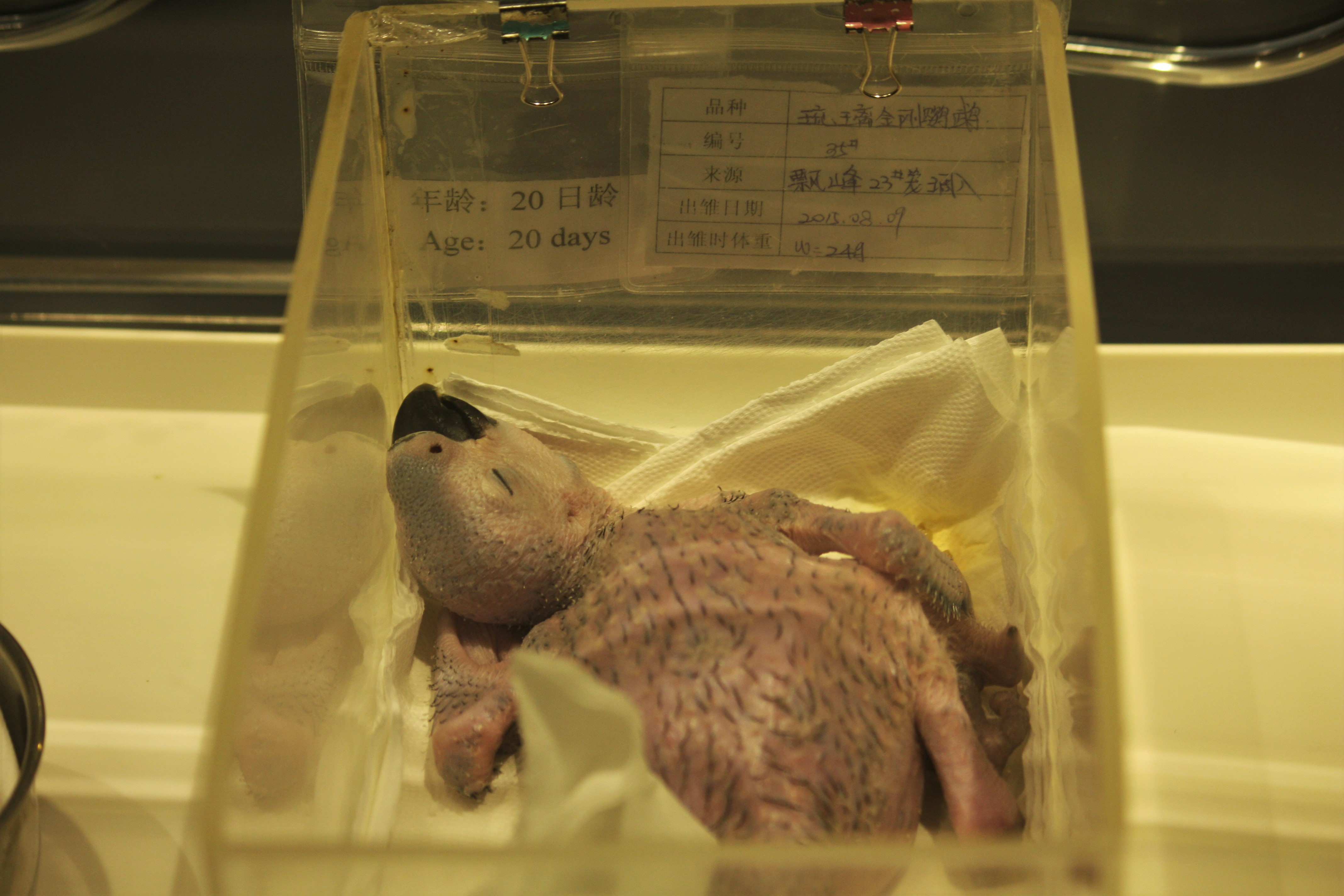
20 dias

A Ara ararauna ocorre em uma grande região da América do Sul a leste da Cordilheira dos Andes, concentrada na região amazônica até o norte do Paraguai e Bolívia, mas chegando ao litoral somente no norte do continente, entre o Pará e a Venezuela. Também é encontrada em ilhas de ocorrência no sul do Panamá, Peru, Equador e Colômbia. No Pantanal, sua ocorrência é rara. Foi introduzida pelo homem em Porto Rico. É raramente avistada em altitudes superiores a 1 650 m.
Graças à sua vasta distribuição e grande população estimada, esta espécie de arara não está em condição de ameaça imediata, mas sua população vem declinado diante da destruição do ambiente e do comércio intenso, muitas vezes ilegal, sendo procurada em todo o mundo como animal de estimação por sua docilidade em cativeiro e grande beleza. Entre 1981 e 2005, foi registrado o comércio de 55 531 exemplares, e o preço por indivíduo pode chegar a 4 000 dólares estadunidenses. O relatório da Rede Nacional de Combate ao Tráfico de Animais Silvestres apontou a existência de quatro tipos de tráfico de animais no Brasil. O primeiro é o tráfico para colecionadores particulares e zoológicos. Os principais clientes situam-se na Europa, Ásia e América do Norte e, entre as espécies mais procuradas, encontra-se a arara-canindé. A segunda modalidade, a chamada biopirataria, sequestrando espécimes para a pesquisa científica, não chega a atingir a canindé, mas a terceira sim, a que busca animais para petshops, bem como a quarta, que busca suas penas para a indústria da moda.
A atividade predatória do homem já fez com que em alguns locais fosse extinta, como em Trinidad e Tobago, Santa Catarina, Paraguai e Bolívia, ou quase extinta, como em São Paulo. Na área do cerrado, atualmente o bioma mais ameaçado da América do Sul, onde outrora abundava, já é considerada em perigo. O caso se torna mais grave quando se sabe que a canindé está envolvida na dispersão de sementes, atividade importante para o equilíbrio do seu ecossistema, e que os caçadores clandestinos muitas vezes abatem as árvores com os ninhos para chegar aos filhotes, prejudicando a reprodução de diversas espécies de aves que utilizam o mesmo ninho em épocas reprodutivas diferentes.
Por outro lado, medidas para sua conservação já foram e estão sendo tomadas. O governo brasileiro proíbe o comércio e cativeiro de animais silvestres em geral e mantém reservas ecológicas onde ela ocorre, e algumas regiões elaboraram políticas específicas para sua proteção. Já existem diversos projetos, mantidos pela iniciativa privada e/ou pelos governos, para o estudo, proteção e recuperação das populações de araras-canindé, e os criadouros comerciais regulamentados também contribuem na proteção e propagação da espécie. As técnicas para sua criação já foram bem dominadas e o número de ovos produzidos em cativeiro a cada postura pode chegar a vinte, em comparação com a média de dois na natureza.

## Comportamento e reprodução

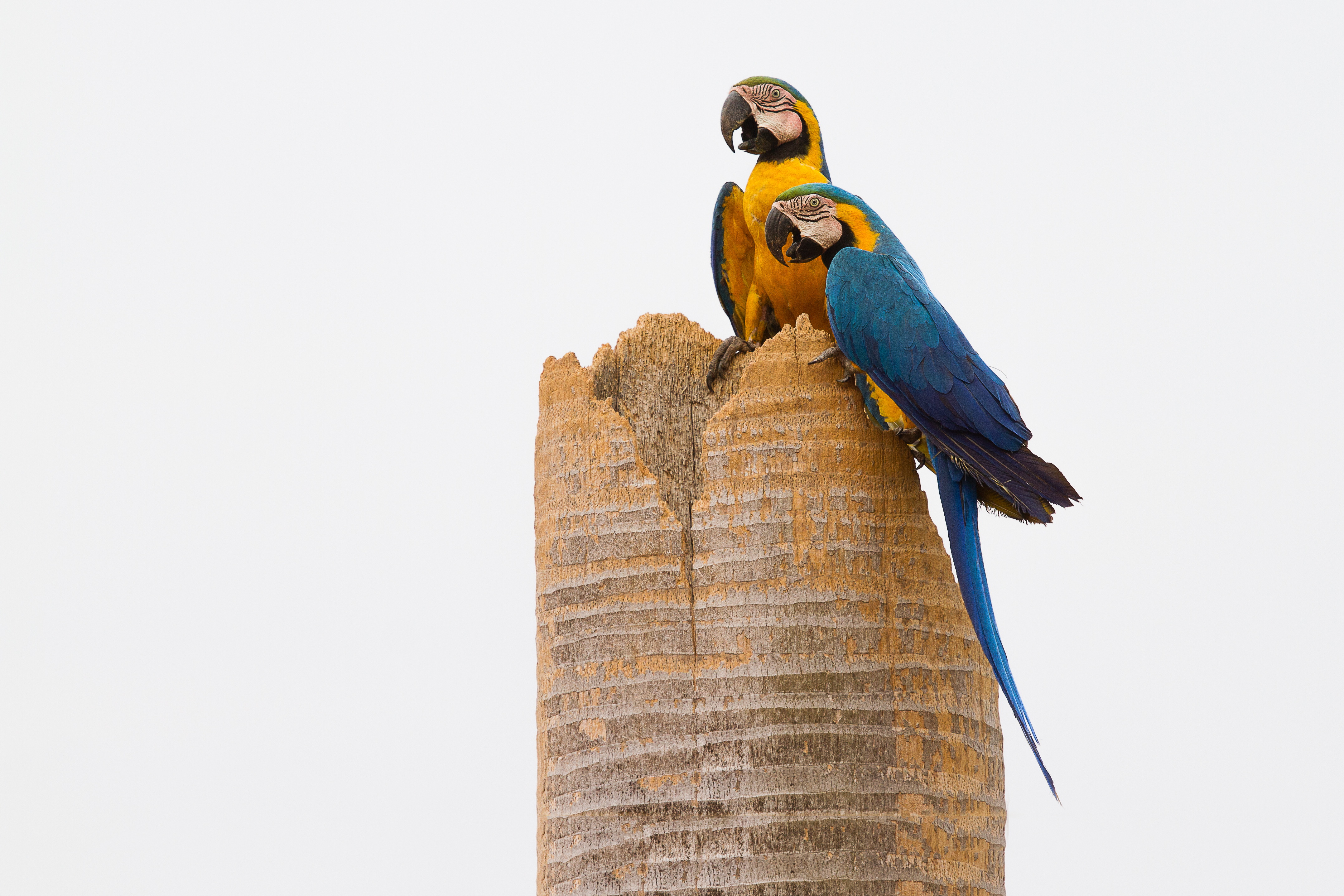
Casal de araras-canindé em um ninho

As araras-canindé na natureza vivem em habitats variados, desde a floresta tropical úmida até savanas secas. Vivem preferencialmente no estrato arbóreo superior e em proximidade da água. Essas aves, como outros membros de sua família, são gregárias e barulhentas, podendo viver em comunidades numerosas, mas grupos pequenos ou mesmo apenas casais com crias também são comuns. Podem passar longos períodos do dia em repouso, relacionando-se com companheiros ou fazendo acrobacias no alto dos galhos. Voam em pares ou em grupos de três indivíduos, frouxamente ligados a um grupo maior. São grandes voadoras e podem transpor grandes distâncias entre os locais de repouso e nidificação e os de alimentação a cada manhã e tardinha, e tipicamente seus gritos são ouvidos muito antes de as aves serem vistas. Ocasionalmente alguns exemplares podem ser encontrados a grande distância de suas áreas de frequentação habitual.

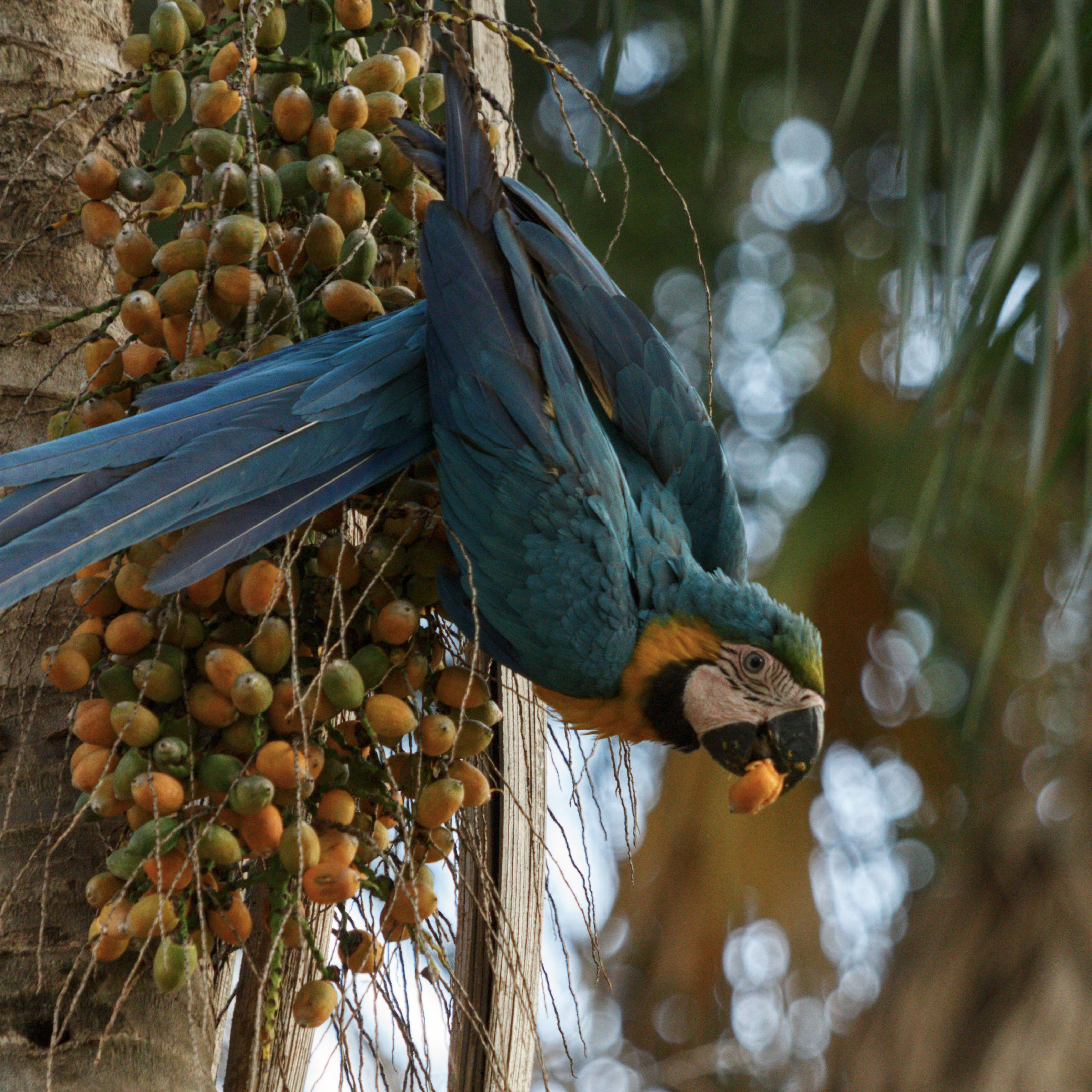
Araras se alimentando de frutos

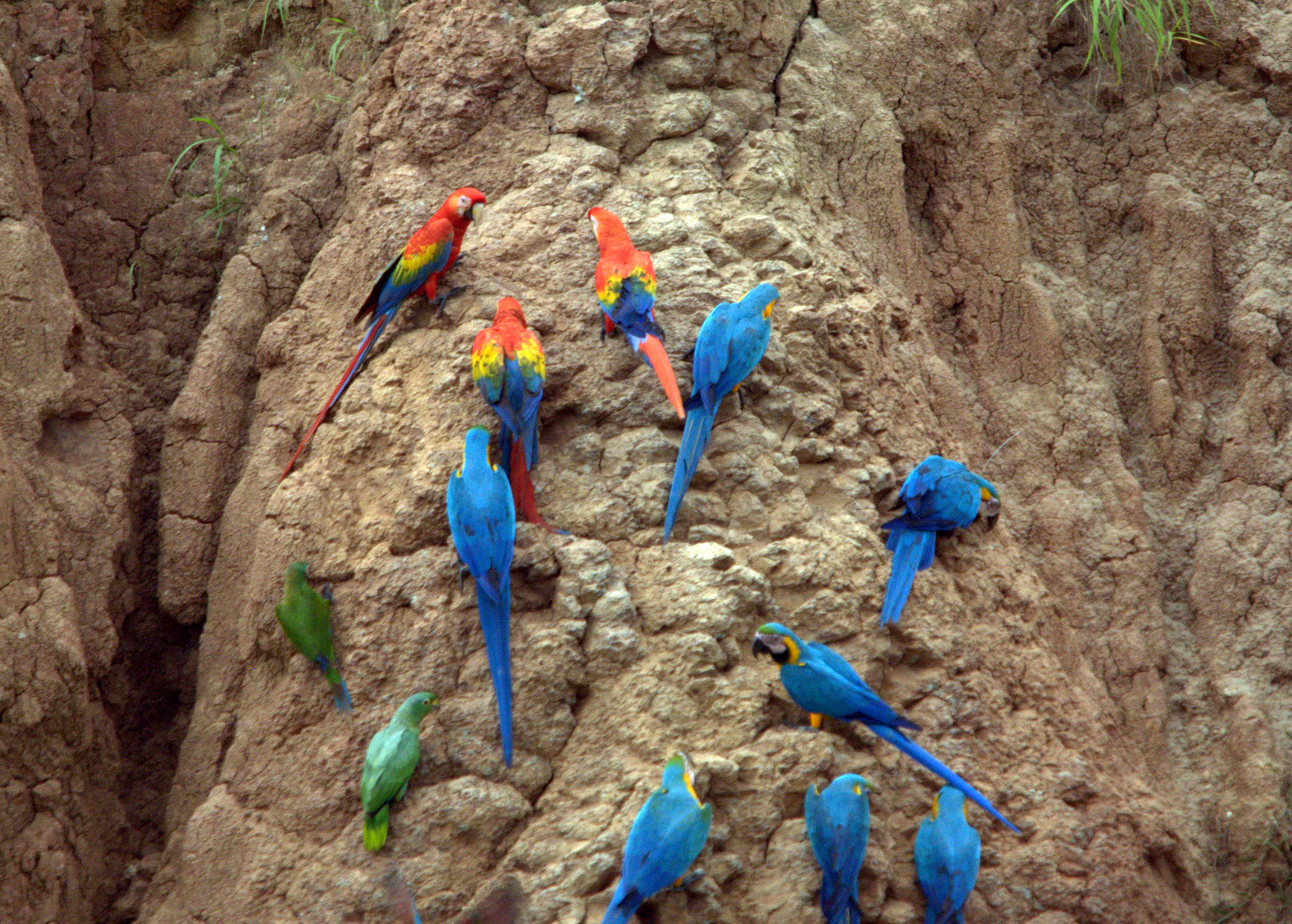
Grupo de araras-canindés, araracangas e papagaios se alimentando de argila em uma encosta

Uma vez que formam casal, não mais se separam. Se em sua região os locais para nidificação são escassos, casais podem expulsar ou matar ocupantes de ninhos já estabelecidos. Nidificam a cada dois anos entre agosto e janeiro, em buracos que escavam nos troncos de árvores e palmeiras. A serragem resultante se acumula no fundo e serve para secar as fezes e acolchoar os ovos, em geral dois, podendo chegar a cinco, que a fêmea, principalmente, choca por cerca de 25 dias. O macho alimenta a fêmea durante este período e protege o ninho de invasores. Um estudo realizado no Parque Nacional das Emas, monitorando dezoito ninhos, indicou uma taxa de natalidade de 72%. Os filhotes nascem implumes, cegos e indefesos, e são alimentados por ambos os pais com frutas e sementes regurgitadas, permanecendo no ninho por três meses. Mesmo depois de aprenderem a voar as crias permanecem com os pais por até um ano inteiro, e atingem a maturidade sexual somente depois de três ou quatro anos.
Seus maiores inimigos são aves de rapina de grande porte, mas tucanos e primatas de médio porte podem predar ovos e filhotes. Alimentam-se de sementes e frutos, incluindo o buriti (Mauritia flexuosa), o cajuzinho (Anacardium humile), o iriri (Allagoptera leucocalyx) e a gabiroba (Campomanesia adamantinum), de preferência ainda verdes, a despeito das toxinas ou do sabor desagradável que tais alimentos possam ter. Reúnem-se em grandes bandos em encostas argilosas expostas para ingerir argila, necessária para eliminarem toxinas da dieta e para enriquecê-la com um suplemento de elementos minerais. Têm grande força no bico, possibilitando-lhes abrir sementes de casca muito dura, como a castanha-do-pará.

### Cativeiro
Bem cuidadas, podem viver até 70 anos em cativeiro, mas sua criação é bastante trabalhosa, pois são aves grandes que exigem amplas instalações e precisam de muito estímulo na forma de socialização com o criador; pessoas que passam a maior parte do dia fora de casa não devem manter esta espécie em cativeiro, além de ser imprescindível oferecer-lhes brinquedos diversos com que possam se exercitar e manter-se ocupadas em outros horários. Podem também causar algum incômodo por serem animais naturalmente barulhentos. Para que se mantenham saudáveis a dieta deve ser variada, incluindo sementes, vegetais e frutas frescas. É recomendável disponibilizar um osso para que obtenham cálcio e desgastem o bico sempre em crescimento. 

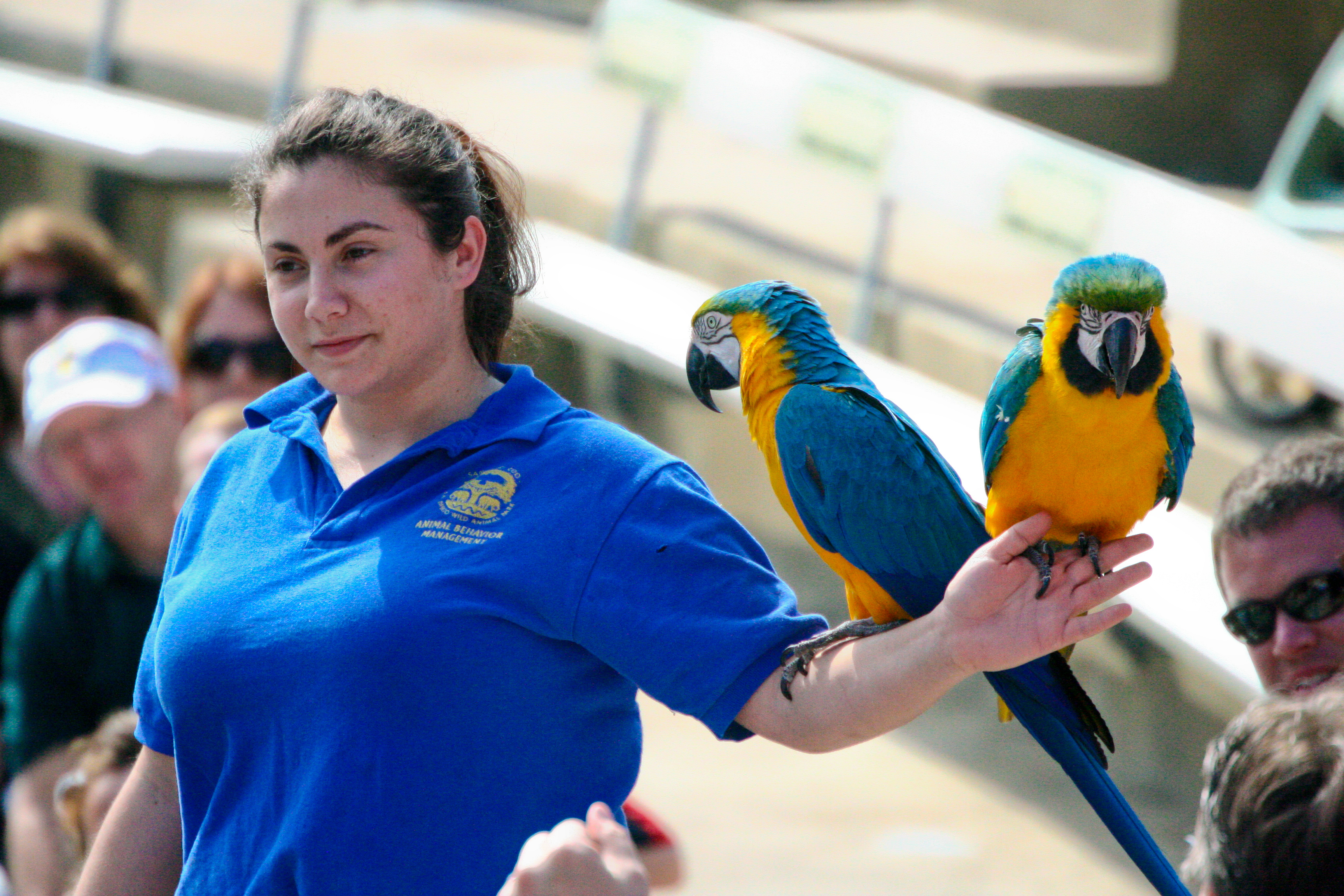
Araras domesticadas

Como seus hábitos incluem roer madeira, as gaiolas devem ser de metal, e devem possuir uma área grande para que possam voar. À noite a gaiola pode ser coberta para manter as aves tranquilas e habituá-las a horários definidos. Muitos criadores costumam cortar parte de suas penas alares para diminuir sua capacidade de voo e mantê-las sob o alcance e controle.
Elas podem ser treinadas para imitar a voz humana, muitas vezes aprendem uma palavra após ouvi-la apenas uma vez, e podem ser manipuladas, desde que com gentileza e atenção. Durante a procriação podem se tornar extremamente agressivas, e seu bico poderoso pode infligir ferimentos sérios. Sob estresse, na forma de gaiolas pequenas, má alimentação, maus tratos ou recebendo pouca atenção, podem desenvolver doenças e comportamentos aberrantes, incluindo aumento da agressividade e da destrutividade, que podem chegar até a automutilação.

## Importância cultural e ecológica

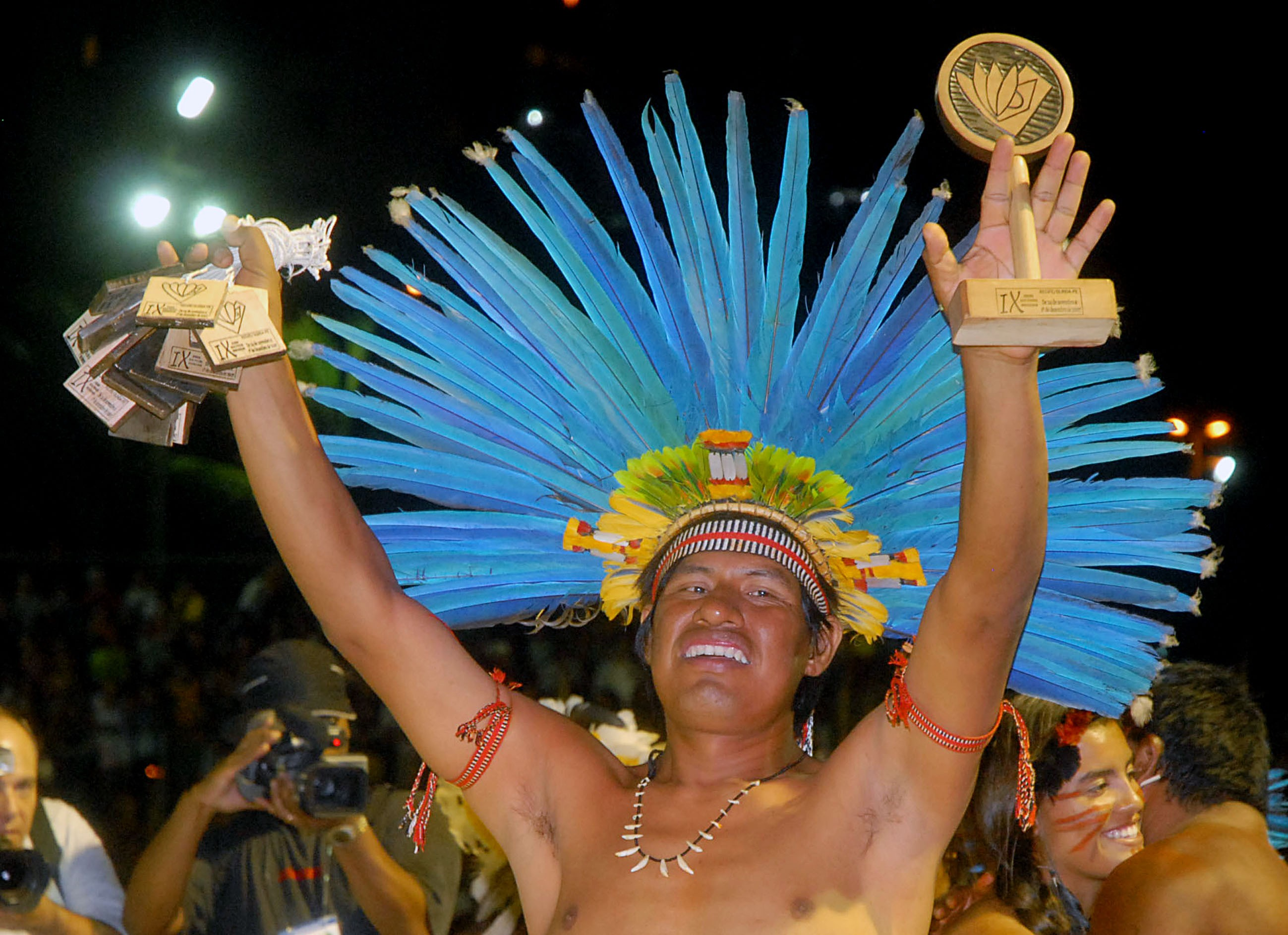
Cacique Paulo dos Bororo adornado com plumas de arara

Estas araras eram admiradas pelos povos indígenas pré-coloniais desde tempos remotos, participando de seus mitos. Os Tupis celebravam sua beleza em canções; uma etnia denominou-se Kanindé em lembrança a um cacique ancestral que assim se chamava por ser tão bonito - e tão barulhento - como estas araras; entre os Urueu-wau-wau e os Ticuna a arara-canindé é o nume tutelar de troncos familiares;; entre os Craós o personagem mítico Khwök se transformou em arara-canindé e foi responsável pela formação de um dos "grandes perigos" que existem na mata, dois troncos de buriti que lançam chamas, e segundo uma lenda de origem desconhecida a arara-canindé foi uma das criações da Arara Encantada, um ser divino que ensinou às tribos as artes da música, da dança, da fala e todo o saber. Suas penas estão presentes em muitos artefatos rituais indígenas e as araras em geral estão associadas aos mitos solares e os ligados à criação do fogo.
Assim que os conquistadores chegaram ao Novo Mundo ficaram impressionados com sua beleza. Jean de Léry comparou sua plumagem ao rico damasco e ao ouro, e disse que ela, junto com a araracanga, tinha a plumagem mais bela do mundo. Desde então sua perseguição pelo homem branco se intensificou, mas também se tornaram aves emblemáticas do cerrado brasileiro e deram nome à cidade de Canindé (Ceará), sendo parte integrante de seu folclore.
As araras-canindé são talvez dentre todas as araras as mais populares como animal de estimação, exercendo um fascínio que remonta aos primórdios do Brasil Colônia. Durante aqueles tempos possuir uma arara ou um papagaio era sinal de riqueza, muitos exemplares foram levados para as cortes europeias, e o gosto pela sua criação se disseminou também entre o povo. São apreciadas pela beleza de sua plumagem, pela sua docilidade e pela relativa facilidade com que aprendem a imitar a fala humana. Elas se adaptam bem ao ambiente humanizado, e a reprodução é razoavelmente fácil. São inteligentes e podem ser treinadas, e são conhecidas por socializarem confortavelmente com pessoas de todas as idades.
Além de seu papel destacado na cultura, a arara-canindé tem uma grande função na teia de inter-relações que sustenta a vida na natureza, pois seus hábitos alimentares provocam a dispersão de sementes de várias espécies vegetais e deixam frutos abertos e semiconsumidos, ou espalhados pelo chão, para outras espécies de aves e mamíferos que de outra forma não teriam como se aproveitar deles, seja por terem cascas excessivamente duras, seja por estarem fora do alcance.

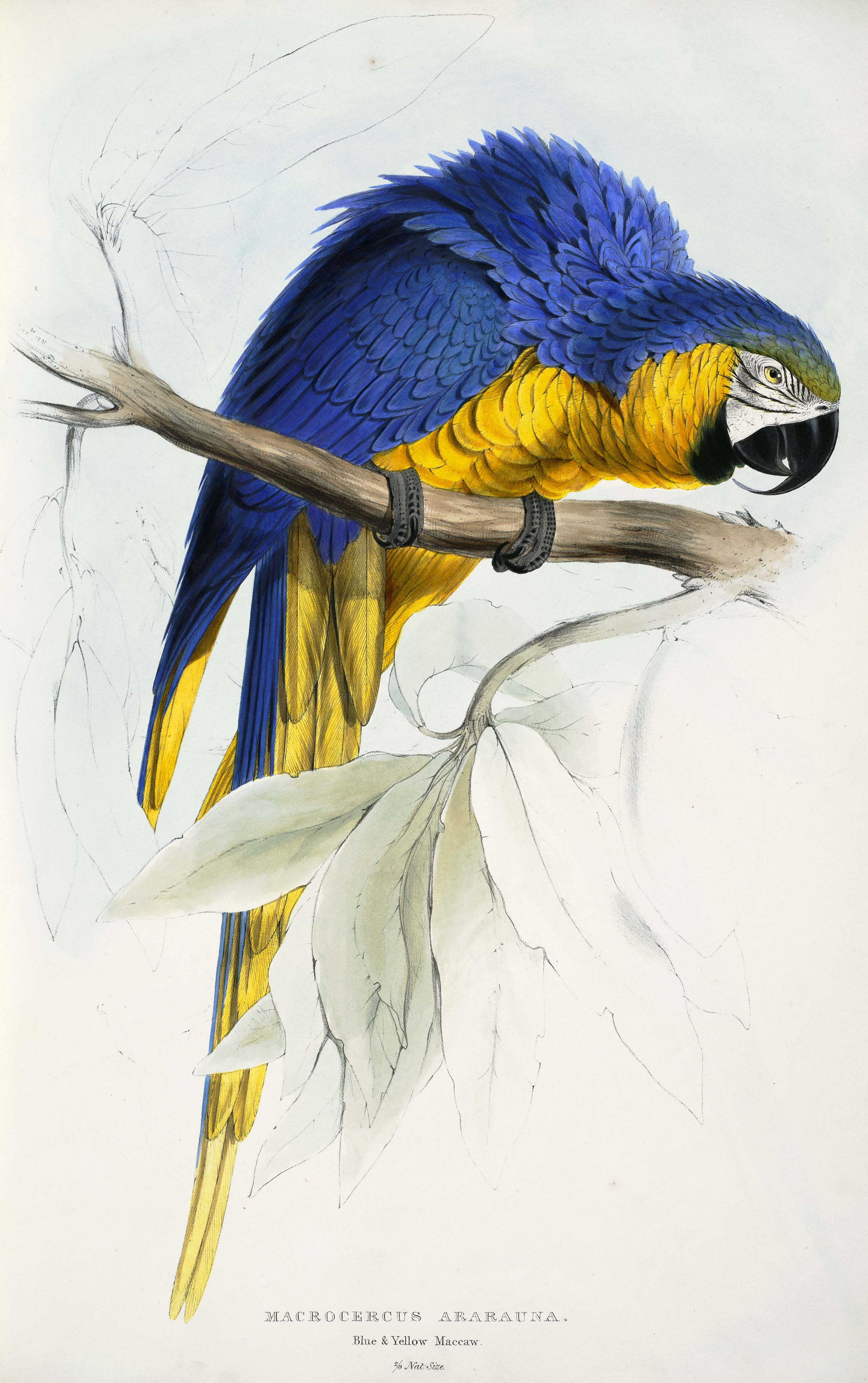
Aquarela de Edward Lear, século XIX
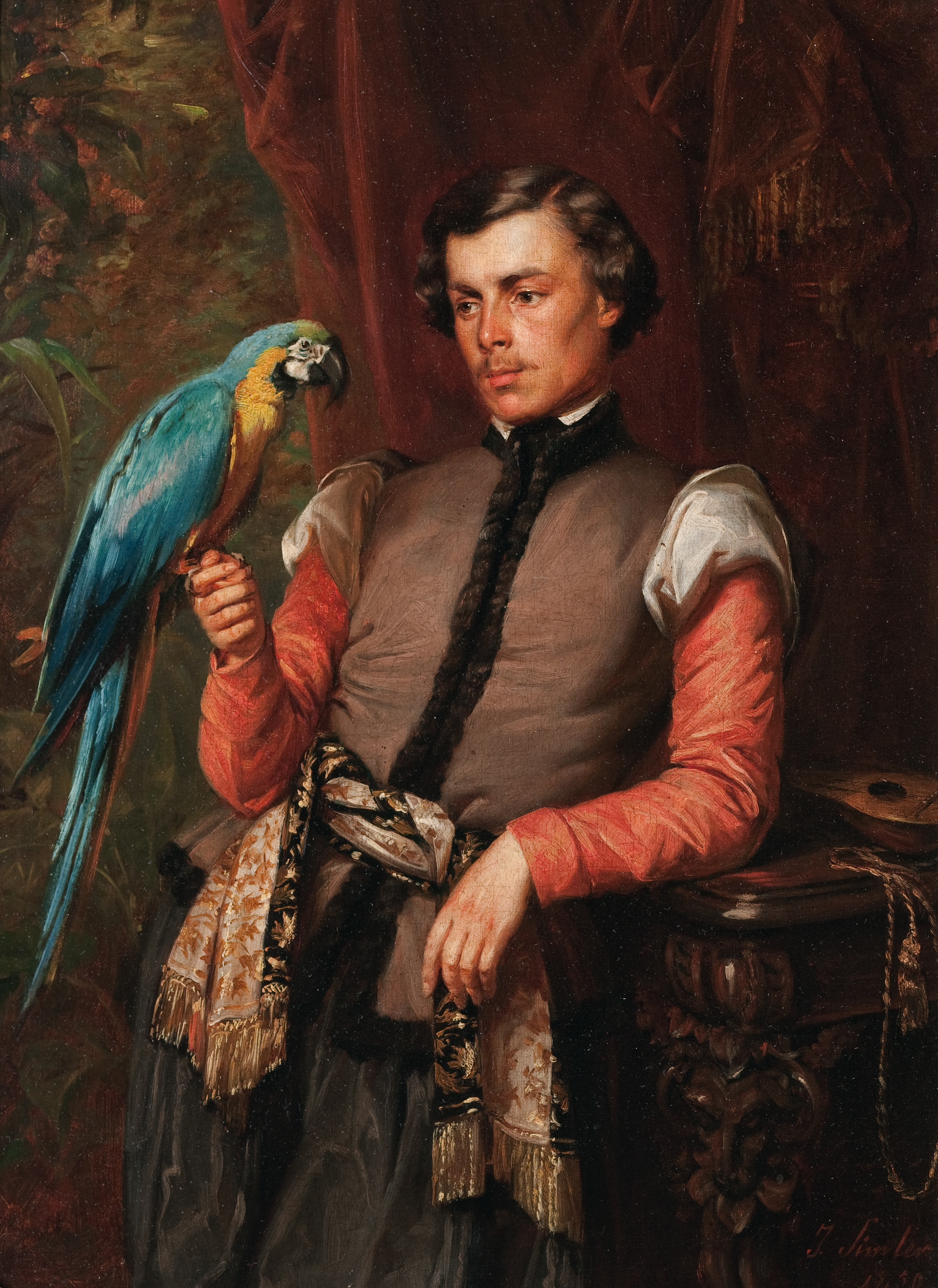
Pintura de Józef Simmler mostrando um nobre polonês com uma canindé domesticada, século XIX
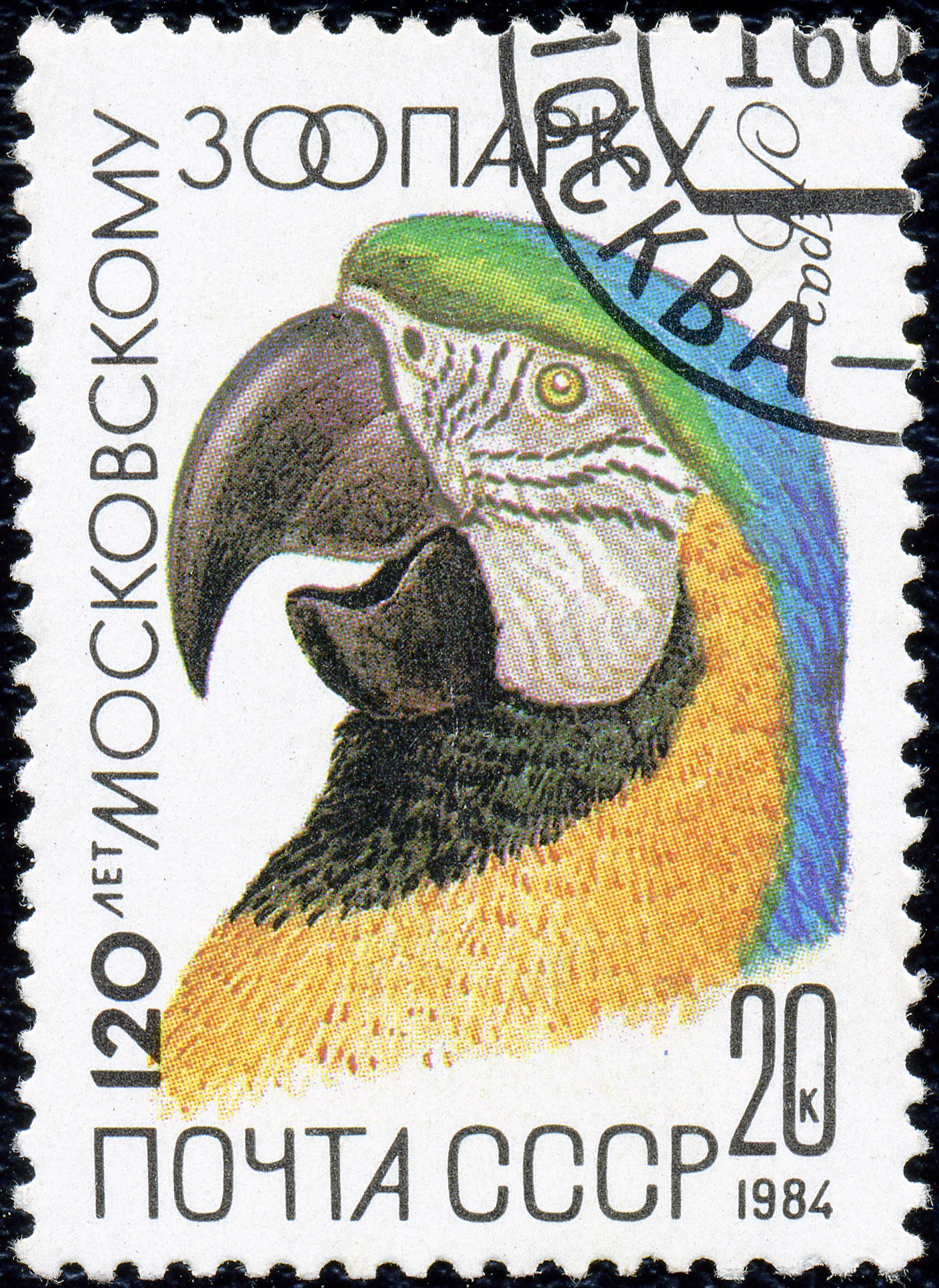
Selo russo com efígie da arara-canindé